# Mandelieu-la-Napoule
Mandelieu-la-Napoule är en fransk kommun som ligger på Franska rivieran, mitt emellan italienska gränsen och Saint-Tropez, cirka 6 kilometer från Cannes.

## Befolkningsutveckling
Antalet invånare i kommunen Mandelieu-la-Napoule
| Referens: INSEE |